# Marco Frisina
Marco Frisina (Roma, 16 de diciembre de 1954) es un sacerdote, músico, compositor y biblista romano. Actual maestro de capilla de la Catedral de Roma y Rector de la Basílica de Santa Cecilia en Trastevere.

## Biografía
Marco Frisina nació en Roma el 16 de diciembre de 1954.  Después de los estudios clásicos, se licenció en Letras en la Universidad "La Sapienza" de Roma y se diplomó en composición en el Conservatorio de Santa Cecilia en 1979.  En 1978 entró en el Pontificio Seminario Romano Mayor cumpliendo los estudios teológicos en la Pontificia Universidad Gregoriana.  Ordenado sacerdote el 24 de abril de 1982, consiguió después la Licencia en Sagrada Escritura en el Pontificio Instituto Bíblico.  
Desde 1985 es Maestro Director de la Capilla musical Lateranense ocupando el cargo que antaño ejerciera otro grande de la música italiana[cita requerida], Rafaelle Casimiri, importante músico del cecilianismo y amigo del director de la coral de la capilla sixtina Lorenzo Perosi a quien sustituyó mientras este sufrió de los nervios.
Es justo en estos años, precisamente en 1984, que decide constituir un coro para la animación de las más importantes liturgias diocesanas. A lo que se convirtió en el Coro de la diócesis de Roma se adhirieron enseguida espontáneamente unos sesenta jóvenes unidos por el deseo de cumplir juntos un camino espiritual y cultural. Actualmente el Coro está compuesto de unas 250 personas procedentes de diferentes Parroquias romanas.  En el curso de los años, su profesionalidad también se ha enriquecido gracias a la colaboración de una orquesta estable, que cuenta sobre jóvenes profesores diplomados en el Conservatorio de Santa Cecilia. 
Desde 1991 es director de la Oficina Litúrgica del Vicariato de Roma, y desde el mismo año Rector de la Basílica de Santa Maria in Montesanto, en la piazza del Popolo, donde tiene sede cada domingo la Misa de los Artistas.
El 25 de abril de 2023 fue nombrado consultor de la Sección para las cuestiones fundamentales de la evangelización en el mundo del Dicasterio para la Evangelización.

## Biblista
En 1991 también empieza a colaborar con el proyecto internacional de la Rai «Biblia», bien como consultor biblista, bien como autor de las bandas sonoras. Colabora junto con Ennio Morricone en este proyecto. 
Ha conseguido dos nominaciones por el Cable Ace Award en EE. UU. en 1994 por Abraham y Jacob, y el siguiente año venció con la B.S.O de José.

## Músico
En 1998 recibió el Premio Banda sonora 1998, del Ente del Espectáculo, por la música de La Biblia Televisiva, y en el 2002 el mismo reconocimiento por la banda sonora de la película San Juan - el Apocalipsis. Además de las películas del «Proyecto Biblia», ha compuesto las bandas sonoras de muchas películas de tema histórico y religioso realizadas por la RAI y Mediaset, entre ellas Tristán e Isolda, Michele Strogoff, Papa Juan y las más recientes San Pedro, Juan Pablo II, Edda Ciano y Callas y Onassis. 
Ha compuesto numerosas composiciones sinfónicas y de cámara.
Vasta también es su producción de cantos litúrgicos: más de 150 publicados e igualmente conocidos y estimados en Italia y en el extranjero.
En su discografía están presentes importantes colaboraciones en proyectos de artistas italianos e internacionales. Entre estos se señalan en 1998 Silent Night. A Christmas in Rome, realizado junto al líder de los Chieftains, Paddy Moloney, y en el 2000 Dalla Terra, disco interpretado por Mina para la que compuso las piezas Magnificat y Nada te turbe.  
Ha compuesto e interpretado más de veinte oratorios delante de los pontífices Juan Pablo II y Benedicto XVI. Entre los más conocidos están los espléndidos Caritatis hostia, dedicado a San Pio de Pietrelcina y a San Francisco de Asís y Jezu Ufam Tobie, sobre la Divina Misericordia.
Son también muy conocidas otras canciones suyas, como Jesus Christ You are my Life o Inno Mar Rosso. A pedido del Papa Juan Pablo II, compone el Himno del Jubileo del Año 2000, conocido simplemente como Cristo Ayer, Hoy y Siempre. Este Himno, es cantado en muchas Misas, tanto como Canto de Entrada (por Regla General), como de Comunión en forma excepcional, principalmente cuando el Celebrante Principal es un Obispo (sea el Nuncio Apostólico de Su Santidad o el Arzobispo u Obispo Diocesano, Auxiliar o Coadjutor), un Cardenal (Presbítero, Diácono u Obispo) o el mismo Santo Padre y concelebradas por otros Obispos y el Clero Diocesano en Ceremonias como el Sacramento del Orden (sea Diaconal, Sacerdotal o Episcopal) o la Misa Crismal del Jueves Santo o el día más cercano ha mencionado jueves.

## Reconocimientos
En 1997 fue nombrado por el Papa Juan Pablo II, Académico Virtuoso Ordinario de la Pontificia Insigne Academia de Bellas Artes y Literatura de los Virtuosos en el Panteón. Ha sido responsable musical de los más importantes acontecimientos del Gran Jubileo de 2000: el Congreso Eucarístico Internacional, la Jornada Mundial de la Juventud y el Jubileo de las Familias, que ha animado con su Coro.
En el 2003, se le nombró docente de la Pontificia Universidad de la Santa Cruz y en el 2004 docente de la Pontificia Universidad Lateranense.  
En el 2005 ha sido premiado, juntos al maestro Claudio Abbado, con el Premio internacional por la cultura "Giuseppe Verdi".  
En el 2006 ha vencido el Premio nacional Fabriano Artistas del espectáculo y el Premio Giulia Ammannati - Grandes Maestros del Cine. 
Su última obra, la ópera La Divina Comedia, ha cosechado gran éxito en Italia y ha recibido excelentes críticas.